# Cis rhinoceros
Cis rhinoceros es una especie de coleóptero de la familia Ciidae.

## Distribución geográfica
Habita en Nuevas Hébridas y Fiyi.